# 孫詔
孫詔（1525年—？），字朝宣，號北野，浙江嘉興府嘉興縣人，民籍，明朝政治人物。

## 生平
嘉靖三十一年（1552年）壬子科浙江鄉試第七十一名舉人。嘉靖三十八年（1559年）中式己未科二甲第四十五名進士。都察院观政，授工部主事，四十一年升员外，四十二年升郎中，隆慶元年致仕。

## 家族
曾祖孫明；祖父孫江；父孫能，封工部主事；母李氏，贈安人。弟應科。